# Ołeksandr Kuźmuk
Ołeksandr Iwanowycz Kuźmuk, ukr. Олександр Іванович Кузьмук (ur. 17 kwietnia 1954 w Diatyliwce w rejonie sławuckim) – ukraiński polityk i wojskowy, generał armii Ukrainy, a w latach 1996–2001 i 2004–2005 minister obrony, w 2007 wicepremier, poseł do Rady Najwyższej kilku kadencji.

## Życiorys
Krewny Iwana Kuźmuka, generała majora Armii Radzieckiej. W 1975 ukończył wyższą szkołę oficerską wojsk pancernych w Charkowie, której komendantem do 1973 był jego ojciec. Przez kolejnych pięć lat pełnił służbę na stanowisku dowódcy plutonu, kompanii i zastępcy szefa sztabu pułku czołgów. W latach 1980–1983 był słuchaczem Akademii Wojsk Pancernych im. Marszałka Rodiona Malinowskiego w Moskwie. Pozostał na tej uczelni, był dowódcą batalionu, a następnie dowódcą szkolnego pułku czołgów. Pełnił służbę w Armii Radzieckiej, następnie w ukraińskich siłach zbrojnych. Od 28 maja 1990 był szefem sztabu i zastępcą dowódcy dywizji. Trzy lata później został dowódcą związku taktycznego. W 1995 został dowódcą Gwardii Narodowej Ukrainy, którą kierował do 1996.
W okresie od 11 lipca 1996 do 24 października 2001 oraz od 24 września 2004 do 3 lutego 2005 sprawował urząd ministra obrony Ukrainy. 23 sierpnia 1998, w trakcie zajmowania tego stanowiska, prezydent Ukrainy mianował go na stopień generała armii Ukrainy. W 2001 odszedł z czynnej służby. W wyborach parlamentarnych 2002 uzyskał mandat deputowanego do Rady Najwyższej w okręgu mandatowym jako bezpartyjny kandydat z ramienia koalicji Za Jedyną Ukrainę. 25 maja 2007 został powołany na stanowisko wicepremiera w drugim rządzie Wiktora Janukowycza, funkcję tę pełnił do 18 grudnia tego samego roku. Związał się w tym okresie z Partią Regionów, z listy tego ugrupowania w 2007 i w 2012 ponownie był wybierany do parlamentu.

## Poglądy na stosunki polsko-ukraińskie
W 2013 podpisał się pod apelem części deputowanych ukraińskiej Rady Najwyższej do polskiego Sejmu, którego autorzy uznali rzeź wołyńską za ludobójstwo. Jednak w 2018, w trakcie prac w polskim parlamencie nad ustawą penalizującą kłamstwo wołyńskie, zareagował na to krytycznie, twierdząc, że w odpowiedzi Ukraińcy pracujący w Polsce „mogą chwycić za kije”.

## Życie prywatne
Żonaty z Ludmyłą. Ma syna i córkę.

## Ordery i odznaczenia
- Order „Za zasługi” III klasy (2010)
- Order Daniela Halickiego (2004)
- Order Bohdana Chmielnickiego I klasy (2002)
- Order Bohdana Chmielnickiego II klasy (1999)
- Order Bohdana Chmielnickiego III klasy (1997)[2]
- Krzyż Wielki Orderu Zasługi (Portugalia, 1998)[6]
- Wielki Oficer Orderu Wyzwoliciela San Martina (Argentyna, 1999)[7]